# Leptothorax opalinus
Leptothorax opalinus är en myrart som först beskrevs av Wheeler 1937.  Leptothorax opalinus ingår i släktet smalmyror, och familjen myror. Inga underarter finns listade i Catalogue of Life.